# Plancia di stampa
In ambito tipografico, la plancia di stampa è un foglio di carta di dimensioni standard su cui vengono stampati più elementi diversi, al fine di ridurre l'utilizzo e lo spreco della carta e di abbattere i costi di stampa.
La plancia è la soluzione più efficiente e utilizzata per stampare piccole tirature e prodotti di piccole dimensioni, come pieghevoli, quartini, biglietti da visita, volantini, ecc.

## La tecnica
Durante il processo di impaginazione, viene creato un documento della dimensione della Plancia, la quale viene fornita dal tipografo e, generalmente, è nelle misure:
- 30 cm x 50 cm - due fogli A4 o un foglio A3;
- 50 cm x 70 cm - due fogli A3;
- 70 cm x 100 cm - quattro fogli A3.

Quindi, i vari elementi da stampare (per esempio, alcuni biglietti da visita, qualche volantino e un paio di pieghevoli) vengono posizionati sul documento in modo da riempirlo il più possibile prevedendo, comunque, un margine tra l'uno e l'altro per permetterne il taglio.
Questa tecnica, oltre a essere molto pratica, si riflette soprattutto in un notevole abbattimento dei costi. Infatti, la stampa di un singolo foglio è un processo meno costoso della stampa di due o più fogli di dimensione inferiore. In pratica, stampare un foglio A3 è più economico che stampare due fogli A4.
Per questo motivo, per esempio, la stampa dei biglietti da visita risulta molto economica. Impaginandoli su una plancia molto grande è possibile realizzarne tantissimi esemplari utilizzando pochissimi fogli.